# Istituto Postelegrafonici
L'IPOST, o Istituto Postelegrafonici, era un ente di previdenza regolato dalla Legge 21 marzo 1958 n. 259 e s.m.i., riservato ai lavoratori di Poste italiane S.p.a. e società collegate, nonché del personale statale dell’Azienda di Stato per i servizi telefonici (o ASST), confluita nella Telecom Italia S.p.a. nel 1994. Dal 2010 l'istituto è accorpato all'INPS, sottoponendone le attività al Ministero del lavoro e delle politiche sociali.

## Storia
L'Istituto Postelegrafonici era stato riordinato col D.P.R. 8 aprile 1953 n. 542 e venne poi interessato dalle profonde riforme del settore postale e delle telecomunicazioni del decreto legge 1º dicembre 1993 n. 487, convertito nella Legge n. 71/1994, nonché dai successivi regolamenti di cui ai Decreti Interministeriali 12 giugno 1995, n. 329 e 18 dicembre 1997, n. 523, relativi alla trasformazione dell'Amministrazione delle Poste e Telegrafi in Ente Poste Italiane prima e Poste Italiane S.p.a. poi. L'IPOST segue le vicende dei dipendenti un tempo pubblici, e per via della particolare provenienza dei suoi assistiti, l'Ente era sottoposto alla vigilanza del Ministero dello sviluppo economico, già Ministero delle comunicazioni, del Ministero dell'Economia e delle Finanze e, per alcune materie, alla vigilanza del Ministero del lavoro e delle politiche sociali. Dal 31 luglio 2010, con la legge 30 luglio 2010, n. 122 di conv. del d.l. 31 maggio 2010, n. 78, l'IPOST viene soppresso e tutte le sue attività confluiscono nell'INPS.

## Compiti
I compiti dell'Istituto, previsti dal D.P.R. n. 542 del 1953 e, in particolare, legge n. 71 del 1994, consistevano nella promozione ed attuazione di forme di previdenza, assistenza, mutualità e credito a favore di tutti i dipendenti di Poste Italiane S.p.a e società collegate, sia del personale dell'ex ruolo degli Uffici locali, o "ULA", che degli Uffici principali, o "UP". L'IPOST provvedeva alla acquisizione dei contributi e alla liquidazione ed al pagamento delle pensioni dirette, di anzianità, di inabilità fisica, o indirette e di reversibilità ai superstiti aventi diritto, nonché alla liquidazione della buonuscita, al momento del collocamento a riposo del personale postale.

## Struttura
L'organizzazione dell'IPOST era strutturata nel seguente modo:
- un Consiglio di amministrazione di 7 componenti, ivi compreso il Presidente;
- un Consiglio di indirizzo e vigilanza (CIV);
- un Collegio di revisori;
- un Direttore Generale.

L'organizzazione interna dell'Ente prevedeva 2 Direzioni e 5 Servizi, quali centri di responsabilità, così denominati:
- Direzione affari interni;
- Direzione affari esterni e servizi all'utenza;
  - Servizio gestione del personale e relazioni sindacali;
  - Servizio sistemi informativi;
  - Servizio di contabilità e finanza;
  - Servizio gestione previdenziale;
  - Servizio assistenza mutualità e crediti.

## Gestione
L'Istituto era una persona giuridica pubblica, suddiviso in separate gestioni, di cui 6 ordinarie: quiescenza, assistenza, fondo credito, mutualità, immobili, cassa integrativa personale ex ASST, e 3 gestioni stralcio: buonuscita, attività sociali-mense e restanti attività sociali.
Ogni gestione era autonoma in quanto regolata da norme proprie, alimentata da un distinto finanziamento e garantita, nella propria autonomia economico-patrimoniale, dal disposto dell'art. 16 del citato D.P.R. n. 542/53; la norma sanciva, tra l'altro, il divieto di qualsiasi storno di fondi da una gestione all'altra, ad eccezione del caso in cui si verificassero "occorrenze straordinarie", per le quali erano previste anticipazioni dalla gestione quiescenza alle altre gestioni, "purché per un tempo determinato e mediante la corresponsione di interesse".